# 大力士 (1997年电影)
《大力士》是1997年華特迪士尼動畫所製作的第35部经典动画长片。迪士尼文藝復興的第八部作品。這部電影大致改編於希臘神話，描述宙斯之子的傳奇英雄海克力斯如何成為英雄的故事，不過故事和角色個性和希臘羅馬神話原著皆不同，該部電影由約翰·馬斯克和 羅恩·克萊門茨執導，配音陣容包含了泰特·唐納文、丹尼·德维托、占士·活士、蘇珊·伊根和雷普·湯恩等人。
《大力士》的開發始於1992年，動畫師喬·海達對於海克力斯神話故事進提出改編計畫。與此同時，馬斯克和克萊門茨在《阿拉丁》取得成功後，重新提出了他們關於《星银岛》的想法。他們的項目於1993年製作延遲後，加入了《大力士》的製作團隊 ，兩人在研究希臘神話的多種解釋和經歷多次故事處理，並刪除宙斯與阿爾克墨涅通姦的劇情後，第最終以古典好莱坞电影和1990年代流行文化的主題，作為《大力士》的初版草稿。隨後僱請唐恩・麥坎納吉、鮑伯·蕭爾和 艾琳·美琪修改劇本。英國漫畫家傑洛·史卡夫被聘為角色設計師，為電影製作了七百多個角色的設計。製作團隊在希臘和土耳其的研究之旅為背景設計提供了靈感。最終《大力士》的動畫製作分別於加利福尼亞和巴黎完成的。電腦動畫被應用在幾個場景中。
《大力士》於1997年6月13日上映，獲得了影評人的正面評價，儘管好評如潮，但與之前的前作相比，這部電影在院線上映時表現不佳，最終在全球獲得2.527億美元的票房收入。《大力士》的成功使得之後延伸出了許多的產品，包括動畫影集、玩具、電子遊戲以及多種和電影相關的產品等。

## 劇情
世界開創時，泰坦四巨人（岩石、寒冰、岩漿、狂風）為地上界帶來無數災難，天神宙斯以閃電打敗泰坦巨人們並將他們困在深海，為地上界帶來和平盛世，從此天神宙斯住的奧林帕斯山受人們尊敬。
某日奧林帕斯山上眾神慶祝宙斯的兒子－海克力士誕生。海克力士天生具有神力，強壯且力氣大，宙斯送給兒子一匹飛馬－柏格斯做為他的生日禮物。冥界之神－黑帝斯也受邀參加，回到冥界。黑帝斯向命運三女神預測自己的未來，得知在十八年後九大行星連成一線的那天是泰坦巨人力量最強大而宙斯最弱的時候，黑帝斯可在那天打敗宙斯，但海克力士會阻止他。因此黑帝斯派手下－痛苦和慌張去解決還是嬰兒的海克力士。當晚痛苦和慌張上奧林帕斯山偷走海克力士並餵他喝下變成凡人的藥水（因神是不死之身，所以必須先變成凡人），突然一對夫婦出現，快喝完之際痛苦和慌張為躲藏不小心打破藥瓶，海克力士因沒喝完全部的藥水而保有神力，夫婦發現海克力士並帶回撫養。
發現兒子失蹤的宙斯和赫拉到處尋找海克力士，但當找到時發現海克力士已變成凡人不能回到神界奧林帕斯山，所以只能在天上看著孩子長大。海克力士雖成凡人但因天生神力又不善控制常闖禍被認為是怪物受到其他人排擠。無法融入人群的海克力士非常沮喪覺得自己不屬於這裡。撫養父母因此告訴他真相並給他一塊有著天神標誌的牌子，告訴海克力士這是有關他身世的唯一線索，海克力士於是踏上尋找自己身世的旅途來到宙斯神殿，宙斯告訴海克力士他是神之子，但唯一能回到奧林帕斯山的方法就是成為一位真正的英雄就可以重新變回為神。宙斯指引海克力士尋找菲洛斯的幫助。半羊人菲洛斯（阿菲）是一位退休的英雄教練，他曾訓練過無數英雄但每個最終都讓他失望，他的夢想是訓練出真正的英雄並獲得天神的認可，將英雄列入星座名流千古。在海克力士的拜託和宙斯的顯靈下，阿菲最終答應訓練海克力士。
幾年後海格力斯已長大並通過所有鍛鍊，阿菲決定帶他累積實戰經驗並找機會成名，途中救了被半人馬－奈修斯欺負的蜜格拉（蜜兒）。蜜兒曾為救心愛的人而將命賣給黑帝斯，但最後心上人卻愛上別人而拋棄她，蜜兒不得不為黑帝斯工作。黑帝斯在蜜兒回報與半人馬合作時得知海克力士並未死，因此派蜜兒、痛苦和慌張引海克力士至九頭蛇山洞，企圖害死海格力斯，經過一番苦戰，海格力斯殺死九頭蛇，自此一戰成名。黑帝斯後續派遣一堆怪物都被海克力士擊敗，海克力士自此成為有名的英雄，但仍不足以稱為真正的英雄。無計可施的黑帝斯以自由做交換派蜜兒使美人計，希望能得知海克力士的缺點。蜜兒約海克力士約會，為海克力士的真誠告白打動而愛上海克力士。蜜兒因此拒絕繼續為黑帝斯做任何會傷害海克力士的事，兩人的交談意外地被阿菲聽見，阿菲告訴海克力士真相，但海克力士不願相信，師徒因此決裂。
此時黑帝斯出現以蜜兒的性命做威脅，只要海克力士放棄自己的神力二十四小時，而這段期間他保證蜜兒不受任何傷害。當海克力士完成交易的那刻，黑帝斯說出蜜兒是為他工作的真相，海克力士因被欺騙而難過。當晚正是九行星連成一線的日子，黑帝斯解放泰坦巨人們攻打奧林帕斯山，並派獨眼巨人去消滅海克力士。失去神力的海克力士不敵獨眼巨人，蜜兒為救海克力士去找阿菲，在阿菲的鼓勵下海克力士用智慧打敗獨眼巨人，同時斷裂的柱子倒下，蜜兒冒險推開海克力士而被柱子壓傷，此時因黑帝斯的條約破除，海克力士恢復神力。海克力士上奧林帕斯山解救宙斯和眾神並將泰坦巨人消滅。但當海克力士回來時蜜兒已失去生命。
為救蜜兒的海克力士到冥界找黑帝斯交易，願用自己的性命換回蜜兒復活。海克力士跳下靈魂漩渦，但是漩渦中不容任何生命導致海克力士因此開始老化邁向死亡，當海克力士快抓到蜜兒的靈魂時，命運三女神也準備剪斷海克力士的生命線，沒想到剪下的那刻海克力士的生命線發出神光且剪不斷，因為海克力士成為真正的英雄變回神並且救回蜜兒。黑帝斯想討好變回神的海克力士，卻被憤怒的海克力士打進靈魂漩渦，於是黑帝斯被靈魂漩渦中的亡靈給帶走。宙斯和眾神歡迎兒子海克力士的回歸，但海克力士愛上蜜兒並決定留在人間陪伴她，因為他終於找到真正屬於自己的地方。宙斯尊重其決定並將海克力士列入星座完成阿菲的願望。

## 配音员
| 配音                                                                  | 配音 | 配音                                                                                             | 角色                                                |
| 英語                                                                  | 國語 | 粵語                                                                                             | 角色                                                |
| --------------------------------------------------------------------- | --- | ------------------------------------------------------------------------------------------------ | --------------------------------------------------- |
| 塔特·多諾萬 喬許·齊頓（少年）                                         | 李志奇 張雨生（少年）                                                                                   | 古巨基 賴嘉賢（少年）                                                                            | 海格力斯（Hercules）                                |
| 丹尼·德维托                                                           | 孫德成 謝文德（唱）                                                                                     | 曾志偉                                                                                           | 菲洛斯“阿菲”（Philoctetes/Phil）                    |
| 詹姆士·伍茲                                                           | 杜德勳                                                                                                  | 盧國雄                                                                                           | 凱帝斯（Hades）                                     |
| 蘇珊·伊根                                                             | 賈靜雯 馬毓芬（唱）                                                                                     | 莫文蔚                                                                                           | 蜜格拉（Megara）                                    |
| 法蘭克·華爾克                                                         | 法蘭克·華爾克                                                                                           | 法蘭克·華爾克                                                                                    | 珀伽索斯“天馬”（Pegasus）                           |
| 雷普·汤恩（宙斯） 薩曼莎·艾加（赫拉）                                 | 佟紹宗（宙斯） 王景平（赫拉）                                                                           | 盧雄（宙斯） 龍寶鈿（海娜）                                                                      | 宙斯和赫拉（Zeus and Hera）                         |
| 莉莉亞絲·懷特 拉香姿 蘿絲·萊恩 克莉·弗里曼 薇妮絲·Y·湯普森            | 崔幗夫（卡莉奧比） 王華怡（特碧絲歌） 鄭仁麗（泰利亞） （唱） 林美滿 陳秀珠 黃秀真 莊惠如 卓純如 馬寶善 | 張佩德（卡莉奧比） 郭碧珍（特碧絲歌） 莫蒨茹（泰利亞） （唱） 白嘉倩 楊淑貞 曹潔敏 陳美鳳 周小君 | 繆斯（The Muses）                                   |
| 鮑勃凱特·戈德斯韋特 馬特·弗里沃                                       | 楊少文（痛苦） 李勇（慌張）                                                                             | 梁灼彬（痛苦） 龔國強（慌張）                                                                    | 痛苦與慌張（Pain and Panic）                        |
| 派崔克·皮尼                                                           | 胡大衛                                                                                                  | 源家祥                                                                                           | 獨眼巨人（The Cyclops）                             |
| 賀爾·賀爾布魯克 芭芭拉·巴里                                           | 胡立成 靳東美                                                                                           | 甄錦華 謝凱欣                                                                                    | 安斐翁與愛曼妮（Amphitryon and Alcmene）            |
| 阿曼達·普拉莫爾（紡織婆） 卡蘿·薛利（壽命婆） 派蒂·愛德華茲（終結婆） | 靳東美（紡織婆） 崔幗夫（壽命婆） 王景平（終結婆）                                                      | 黃文慧（紡織婆） 甄詠蓓（壽命婆） 謝月美（終結婆）                                               | 紡織婆、壽命婆與終結婆（Clotho, Lachesis, Atropos） |
| 保羅·沙佛                                                             | 趙明哲                                                                                                  | 羅君左                                                                                           | 赫耳墨斯（Hermes）                                  |
| 吉姆·康明斯                                                           | 姜先誠                                                                                                  | 龔志強                                                                                           | 涅索斯（Nessus）                                    |
| 韋恩·奈特                                                             | 雷威遠                                                                                                  |                                                                                                  | 德米特里（Demetrius）                               |
| 切斯·大衛                                                             | 姜先誠                                                                                                  |                                                                                                  | 阿波羅（Apollo）                                    |
| 查尔顿·赫斯顿                                                         | 胡立成                                                                                                  | 源家祥                                                                                           | 旁白（The Narrator）                                |
|                                                                       | 劉安 王屹 廖冠豪 曾筱筠 姜先誠                                                                          | 古明華 羅嘉健 陳旭恆 劉昭文 張裕東 鄭家維 李建良                                                 |                                                     |

## 衍生作品

### 續集
《大力士：特洛伊戰爭》，本來是計劃好的。這本來是關於海格力斯（Hercules）現在和蜜格拉（Megara）以及他們的女兒赫比（Hebe）住在雅典的。然而，當一個名叫海倫（Helen）的老朋友被邪惡的特洛伊在巴黎俘虜時，海格力斯（Hercules）加入了統一的希臘軍隊，他們開始了戰爭。然而，這場戰爭將帶來啟示，海格力斯（Hercules）最終找到了失踪的老朋友。該項目在2006年被任命為迪士尼新任首席創意官取消，他取消了迪士尼計劃的所有續集。

### 動畫續集和影劇
《大力士：從頭開始》是1999年由迪士尼電視動畫公司製作的美國動畫奇幻電視電影。這部電影是1997年原創動畫故事片的續集，採用非戲院首映的形式發行，1999年8月17日上映。大力神：動畫系列是根據原版電影和希臘神話改編的美國動畫電視連續劇。該系列於1998年8月31日美國廣播公司首播，並於1998年9月12日通過其迪士尼的一個星期六早上在小孩ABC上首播。聯合運行持續了52集，而ABC運行持續了13集。

### 真人翻拍
2020年4月29日，據報導，沃特迪士尼影業正在開發《大力士》的真人翻拍版，由曾製作《獅子王》CGI翻拍版的杰弗裡·西爾弗（Jeffery Silver）和凱倫·吉爾克里斯特（Karen Gilchrist）將擔任這部電影的製作人。羅素兄弟還將通過他們的公司AGBO擔任電影的製片人，而大衛·卡拉漢將編寫劇本。2020年5月7日，羅素兄弟表示，翻拍不會是「直譯」，因為他們希望這部電影有新元素，但仍然是「符合原作並受原作啟發的東西。2022年6月，宣布曾執導過迪士尼真人版阿拉丁翻拍片的蓋·瑞奇已簽約執導這部電影。羅素兄弟的其中一人表示，這部重新構想的電影將以更現代的方式向原作致敬。

## 發行
本片的DVD已经由博伟在台湾发行，VCD由中录德加拉在中国大陆发行。
电影原声带由滚石在两岸发行后，EMI、艾回分别在中国大陆、台湾再度发行。
香港版本是於1997年7月10日上映，是香港主權移交後首部上映的迪士尼電影，由古巨基及莫文蔚擔任配音。

### 常用名字
- 由於本片是美國製作的動畫，所以在劇中痛苦提到的常用名字為英語系國家男人和女人常用的名字分別為「傑森」（Jason）與「布麗塔妮」（Brittany），在中文版裡卻把這兩個名字改成台灣常見的「志明」與「春嬌」，而香港版則分別是「黎明」與「王菲」。※順便一提（Jason）的名字是來自於希臘神話裡的英雄「伊阿宋」（Iason）

## 外部連結
- 官方网站
- AllMovie上《Hercules》的资料（英文）
- 互联网电影数据库（IMDb）上《Hercules》的资料（英文）
- 爛番茄上《Hercules》的資料（英文）
- 大卡通資料庫上《Hercules》的資料（英文）

- Box Office Mojo上《Hercules》的資料（英文）